# Дулут (Вашингтон)
Дулут (англ. Duluth) — переписна місцевість (CDP) в США, в окрузі Кларк штату Вашингтон. Населення — 1718 осіб (2020).

## Географія
Дулут розташований за координатами 45°47′2″ пн. ш. 122°38′49″ зх. д. / 45.78389° пн. ш. 122.64694° зх. д. (45.783823, -122.647038).  За даними Бюро перепису населення США в 2010 році переписна місцевість мала площу 15,47 км², уся площа — суходіл.

## Демографія
Згідно з переписом 2010 року, у переписній місцевості мешкали 1544 особи в 531 домогосподарстві у складі 429 родин. Густота населення становила 100 осіб/км².  Було 563 помешкання (36/км²).
Расовий склад населення:
| - 92,2 % — білих - 1,9 % — азіатів - 0,8 % — корінних американців - 0,6 % — чорних або афроамериканців - 0,1 % — вихідців з тихоокеанських островів - 2,0 % — осіб інших рас |

До двох чи більше рас належало 2,3 %. Частка іспаномовних становила 5,6 % від усіх жителів.
За віковим діапазоном населення розподілялося таким чином: 25,7 % — особи молодші 18 років, 63,0 % — особи у віці 18—64 років, 11,3 % — особи у віці 65 років та старші. Медіана віку мешканця становила 41,8 року. На 100 осіб жіночої статі у переписній місцевості припадало 108,9 чоловіків;  на 100 жінок у віці від 18 років та старших — 106,7 чоловіків також старших 18 років.
Середній дохід на одне домашнє господарство  становив 142 763 долари США (медіана — 87 132), а середній дохід на одну сім'ю — 169 129 доларів (медіана — 94 490). Медіана доходів становила 88 056 доларів для чоловіків та 60 125 доларів для жінок. За межею бідності перебувало 5,0 % осіб, у тому числі 0,0 % дітей у віці до 18 років та 10,3 % осіб у віці 65 років та старших.
Цивільне працевлаштоване населення становило 482 особи. Основні галузі зайнятості: будівництво — 20,3 %, роздрібна торгівля — 14,5 %, виробництво — 11,2 %, освіта, охорона здоров'я та соціальна допомога — 11,2 %.